# توقيت كالينينغراد
توقيت كالينينغراد (بالروسية: Калининградское время)‏ هي المنطقة الزمنية الخاصة بمنطقة أوبلاست كالينينغرادسكايا بروسيا. ويتقدم التوقيت بساعتين عن التوقيت العالمي المنسق (UTC + 02: 00)، لكنه يتأخر ساعة عن توقيت موسكو (MSK-1).
لغاية عام 2011، كان توقيت كالينينغراد مطابقاً لتوقيت شرق أوروبا (ت ع م+02:00، وت ع م+03:00 مع التوقيت الصيفي) لكن في 27 مارس 2011، انتقلت روسيا إلى التوقيت الصيفي الدائم، بحيث تظل الساعات على ما كان عليه وقت الصيف على مدار السنة، مما يجعل توقيت كالينينغراد معدًا بشكل دائم ليكون ت ع م+03:00. لكن في 26 أكتوبر 2014، تم إلغاء هذا القانون، ولكن لم يتم إعادة توفير التوقيت الصيفي، ليصبح توقيت كالينينغراد (ت ع م+02:00) على مدار السنة.
أهم المدن:
- كالينينغراد
- سوفتسك
- تشيرنياخوفسك